# Samuel Suľa
Samuel Suľa (Námestovo, 12 aprile 2000) è un calciatore slovacco, difensore del ViOn Z.M.

## Carriera

### Club
Cresciuto nel settore giovanile dello Žilina, debutta in prima squadra il 5 maggio 2019, disputando l'incontro di Superliga perso per 1-2 contro il DAC Dunajská Streda. Nel febbraio 2022 viene ceduto in prestito al ViOn Z.M.. Realizza la sua prima rete in campionato il 26 febbraio 2022, nell'incontro perso per 2-1 contro il Sereď.

### Nazionale
Ha giocato nelle nazionali giovanili slovacche Under-17, Under-18, Under-19 ed Under-21.

## Statistiche

### Presenze e reti nei club
Statistiche aggiornate al 29 novembre 2022.
| Stagione         | Squadra          | Campionato       | Campionato | Campionato | Coppe nazionali | Coppe nazionali | Coppe nazionali | Coppe continentali | Coppe continentali | Coppe continentali | Altre coppe | Altre coppe | Altre coppe | Totale | Totale |
| Stagione         | Squadra          | Comp             | Pres       | Reti       | Comp            | Pres            | Reti            | Comp               | Pres               | Reti               | Comp        | Pres        | Reti        | Pres   | Reti   |
| ---------------- | ---------------- | ---------------- | ---------- | ---------- | --------------- | --------------- | --------------- | ------------------ | ------------------ | ------------------ | ----------- | ----------- | ----------- | ------ | ------ |
| 2018-2019        | Žilina           | SL               | 0+1        | 0          | CS              | -               | -               |                    | -                  | -                  |             | -           | -           | 1      | 0      |
| 2019-2020        | Žilina           | SL               | 0          | 0          | CS              | 1               | 0               |                    | -                  | -                  |             | -           | -           | 1      | 0      |
| 2020-2021        | Žilina           | SL               | 0+2        | 0          | CS              | 1               | 0               | UEL                | 0                  | 0                  |             | -           | -           | 3      | 0      |
| 2021-feb. 2022   | Žilina           | SL               | 4          | 0          | CS              | 2               | 0               | UECL               | 0                  | 0                  |             | -           | -           | 6      | 0      |
| Totale Žilina    | Totale Žilina    | Totale Žilina    | 4+3        | 0          |                 | 4               | 0               |                    | 0                  | 0                  |             | -           | -           | 11     | 0      |
| feb.-giu. 2022   | ViOn Z.M.        | SL               | 2+10       | 1+0        | CS              | 2               | 1               |                    | -                  | -                  |             | -           | -           | 14     | 2      |
| 2022-2023        | ViOn Z.M.        | SL               | 15         | 1          | CS              | 3               | 1               |                    | -                  | -                  |             | -           | -           | 18     | 2      |
| Totale ViOn Z.M. | Totale ViOn Z.M. | Totale ViOn Z.M. | 17+10      | 2+0        |                 | 5               | 2               |                    | -                  | -                  |             | -           | -           | 32     | 4      |
| Totale carriera  | Totale carriera  | Totale carriera  | 34         | 2          |                 | 9               | 2               |                    | 0                  | 0                  |             | -           | -           | 43     | 4      |